# نادریبی
نادریبی (به چکی: Nadryby) یک منطقهٔ مسکونی در جمهوری چک است که در ناحیه پلزن-شمالی واقع شده‌است. نادریبی ۴٫۴۸ کیلومتر مربع مساحت و ۹۷ نفر جمعیت دارد و ۳۱۶ متر بالاتر از سطح دریا واقع شده‌است.